# Назар (амулет)

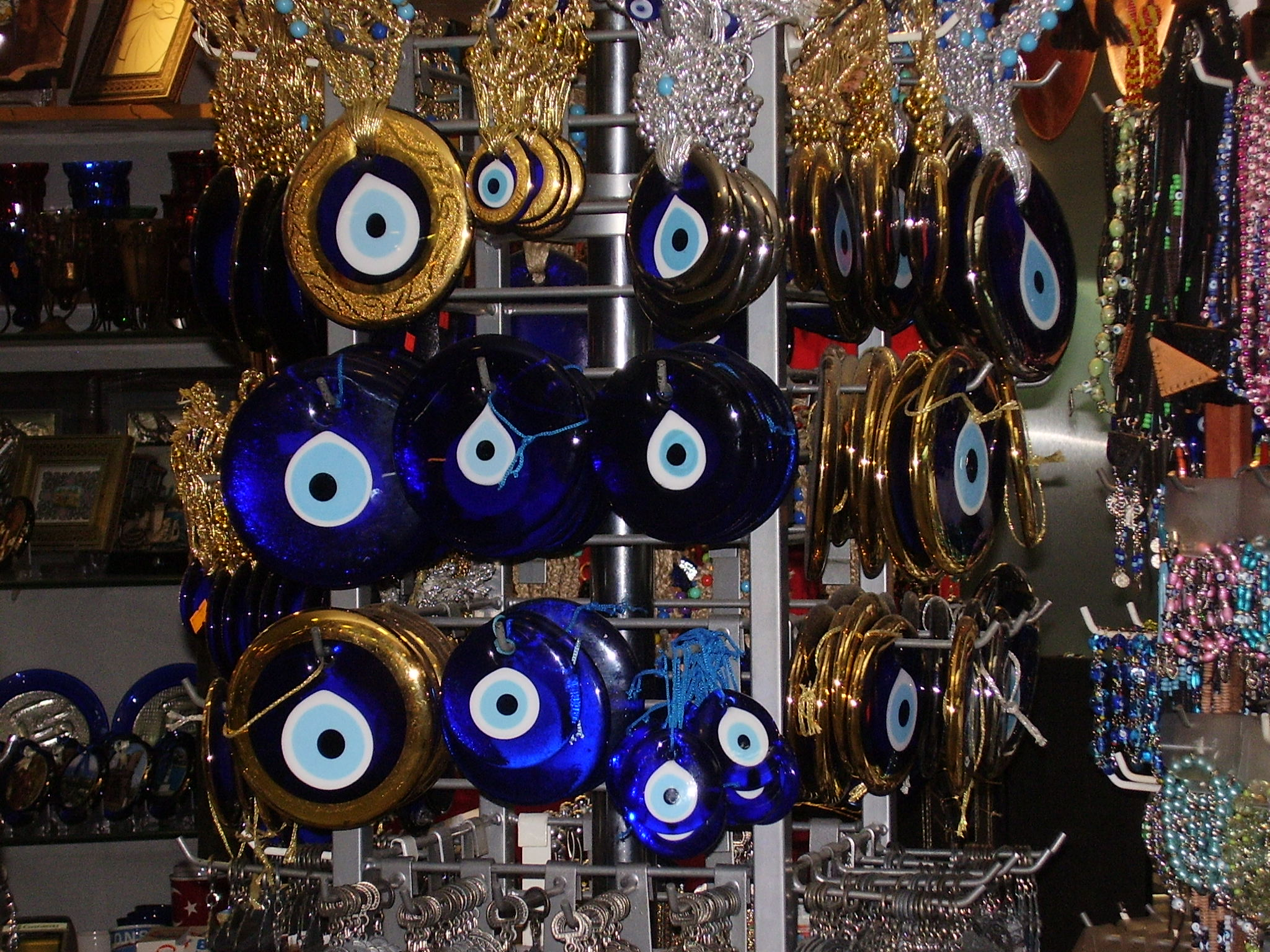
Прилавок с назарами на рынке

Назар (тур. Nazar boncuğu, прим.перевод «бусина от сглаза») — в тюркских странах амулет от сглаза. В России известен также как «Глаз от сглаза», «Глаз Фатимы», «Синий глаз». Символ Юникода U+1F9FF 🧿.

## Описание
Обычно изображается в виде концентрических окружностей. Наиболее часто символизирующий зрачок чёрный круг находится в центре жёлтого или синего пятна. На периферии — белая или светло-голубая полоса. Чаще всего делаются из стекла. Название восходит к арабскому / نظر /, буквально означающему «для смотрения», «смотри внутрь» и т. д.

## Применение

### Традиционные формы магии

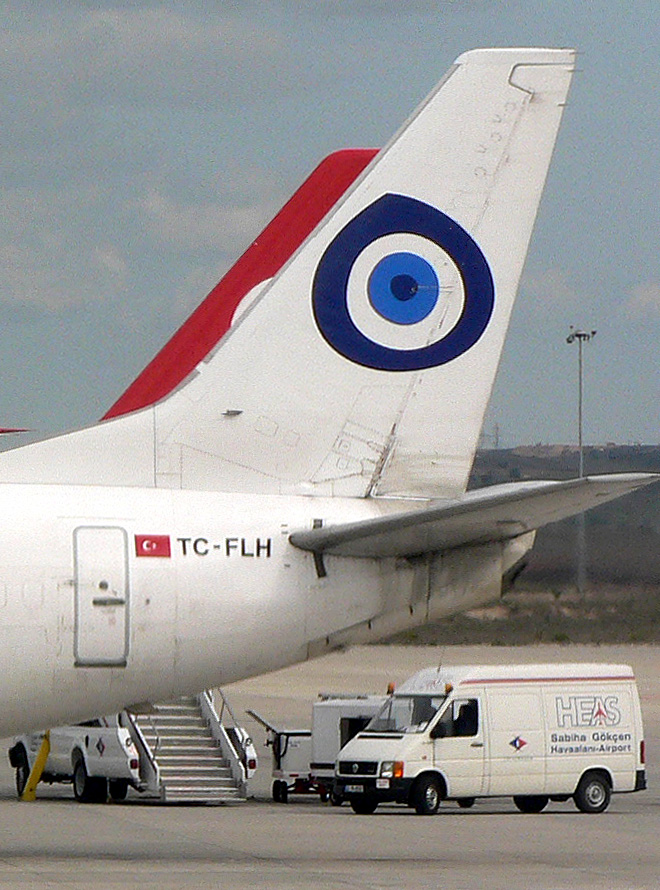
Назар на киле самолета Fly Air

Обычно встречается в Турции, Узбекистане, Туркменистане, Кыргызстане, Казахстане, Азербайджане, Сирии, Ливане, Египте, Иране, Афганистане, Греции, Ираке, и на Кипре . Его изображение можно увидеть в домах, магазинах, машинах, на предметах интерьера, посуде, одежде, пепельницах, им украшают брелоки для ключей или вплетают в украшения. Изображение назара использовалось на фюзеляжах самолетов турецкой авиалинии Fly Air.
Согласно распространённому суеверию, оберег работает, только когда он на виду. Его, например, дарят новорожденным, детям, беременным женщинам, красивым девушкам, успешным бизнесменам, спортсменам. Влюблённые обмениваются такими талисманами в надежде на сохранение любви и защиту любимого от неприятностей. Также в суеверии утверждается, что, если носил назар, а стекло треснуло, значит, пытались сглазить, а оберег предотвратил это, приняв на себя порчу.

### В современной культуре
- В 10-й серии популярного турецкого сериала «Великолепный век» Хюррем-султан обращается к управляющей гаремом с просьбой достать оберег для неё и её сына[7].
- Назар является частью логотипа игрового движка CryEngine 3 компании Crytek, которая была основана тремя турецкими братьями.
- В серии книг «Академия вампиров» Рейчел Мид главной героине Розе Хезевей её мама дарит назар, полученный от отца Розы, турка.
- В игре Organs, Please амулет носят некоторые члены синдиката Трицелли, наряду с другими оберегами.
- В игре Террария есть аксессуар «Назар», защищающий от эффекта «Проклятие».
- В эмодзи есть знак «Назар»
- В игре PUBG MOBILE можно встретить Шлемы, Популярность, Рамки и т.п. с раскраской оберега "Назар"
- В игре The Binding Of Isaac: Rebirth есть артефакт «Evil Charm», который внешне напоминает назар.

## Критика
Так как данный амулет используется исключительно в тюркских странах, где основным вероисповеданием является ислам, то основная критика использования амулетов в общем и назар-бонджука, в частности, исходит со стороны исламских богословов. Как правило, приводится масса доводов и цитат из Корана относительно того, почему амулет не защищает, а, наоборот, только вредит своему владельцу и приносит горе.

## Галерея

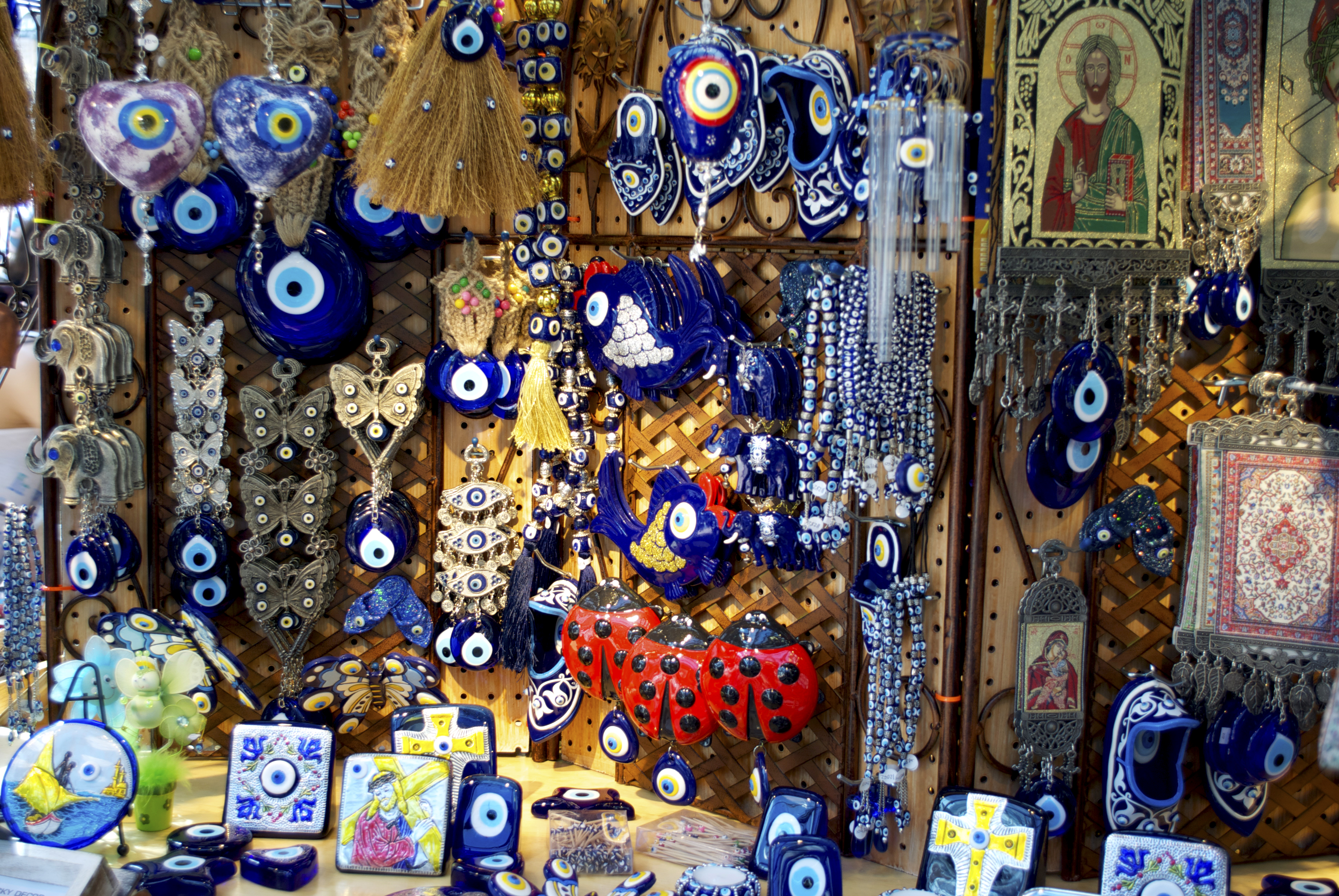
Назары в Бостоне. Встречаются модификации, такие как установка на бабочки или христианские образы.
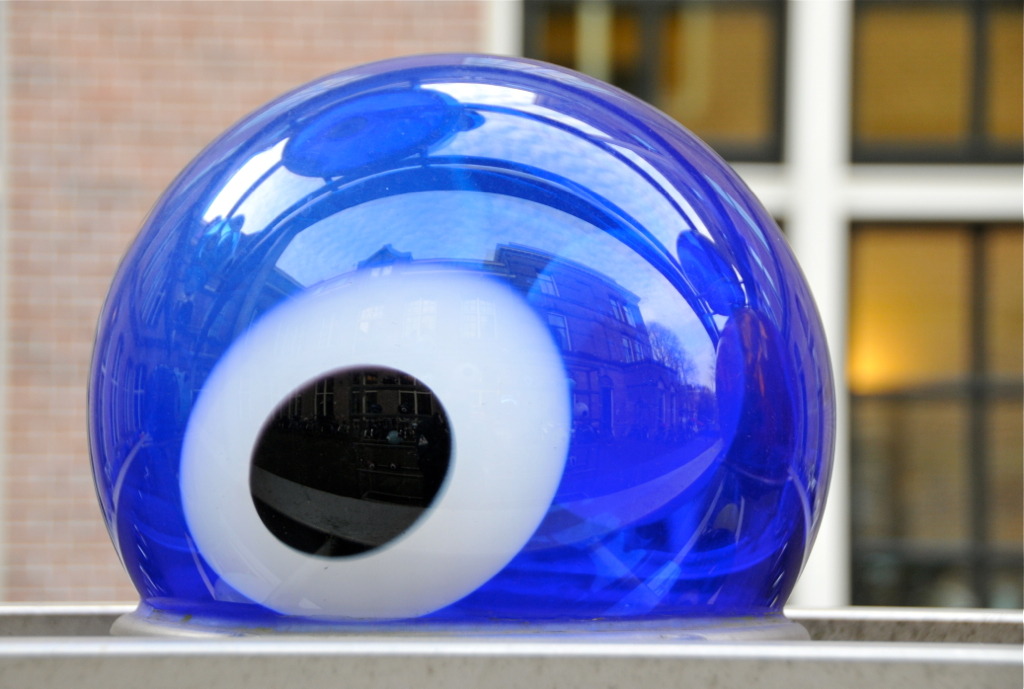
Скульптура в Нидерландах, навеянная назаром
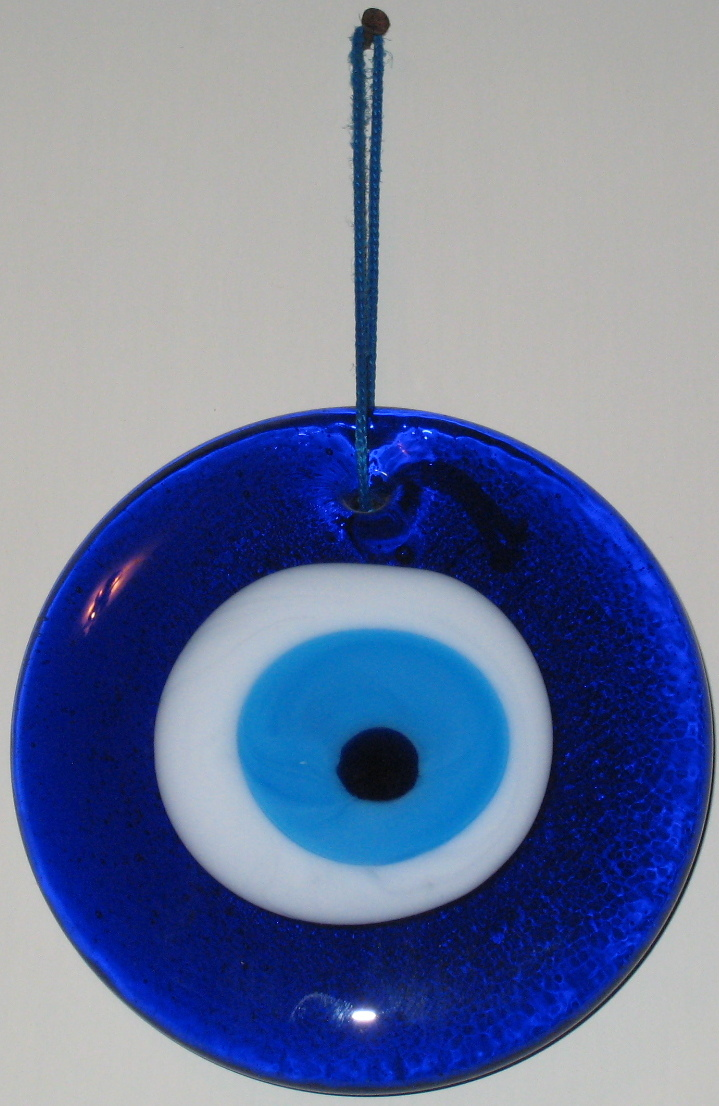
Персидский cheshm nazar
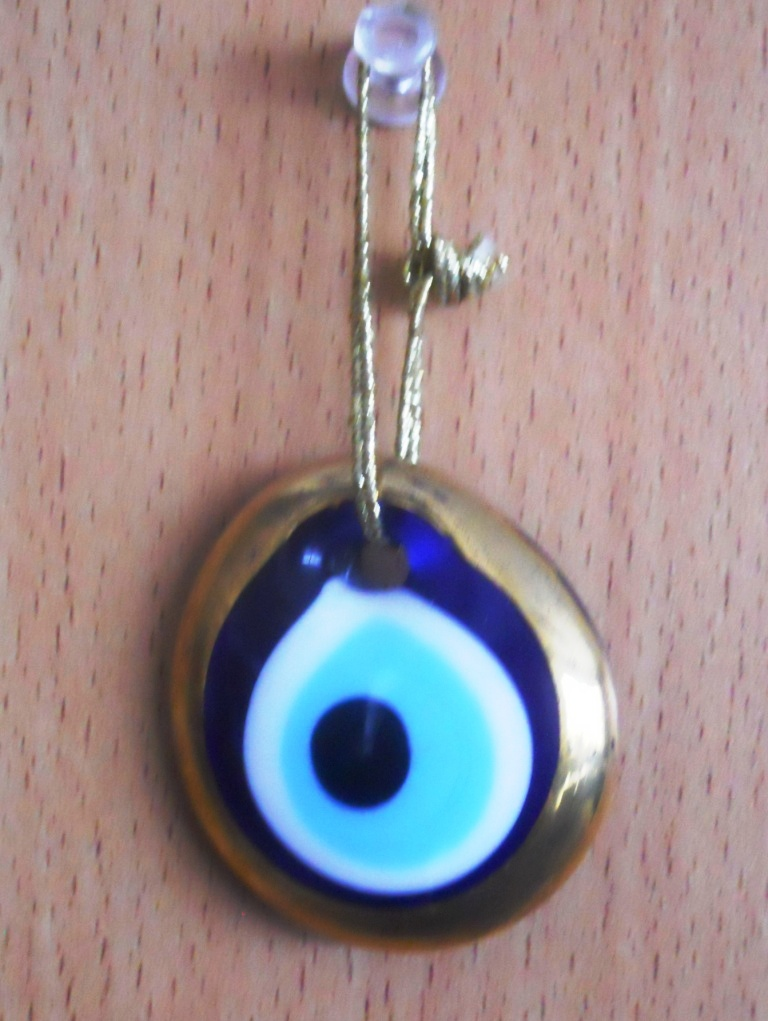
Турецкий назар бонджук
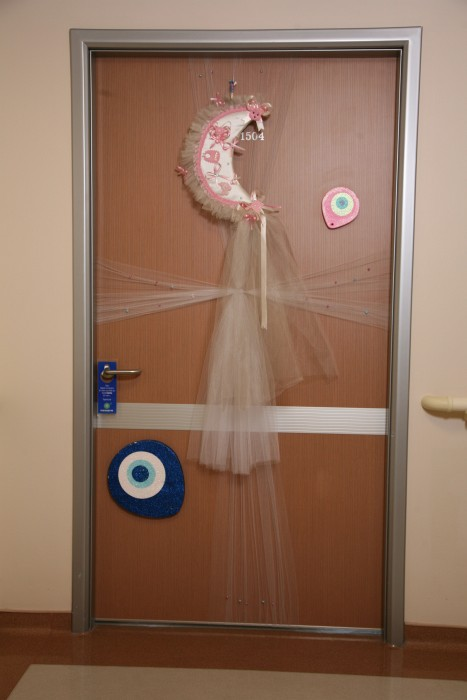
Назар на двери больничной палаты новорожденного в Турции